# Stuart Donaldson
Sir Stuart Alexander Donaldson (16 de dezembro de 1812 a 11 de janeiro de 1867) foi o primeiro primeiro-ministro da Colônia de Nova Gales do Sul.